# Підземна маркшейдерська зйомка
Зйо́мка маркше́йдерська підзе́мна (Знімання маркшейдерське підземне), (рос. маркшейдерская съемка подземная, англ. mine survey; нім. untertägige markscheiderische Aufnahme f) — процес натурних вимірювань підземних гірничо-геологічних об'єктів та інженерних споруд, наступна обробка отриманих результатів і одержання гірничої графічної документації. Проводиться з метою точного визначення положення гірничих виробок і підземних споруд по відношенню до об'єктів на земній поверхні (або під землею) для забезпечення правильного і безпечного ведення гірничих робіт. Об'єкти З.м.п. — підготовчі та очисні гірничі виробки, камери і свердловини різного призначення, межі закладання виробленого простору, транспортні шляхи, загальношахтні вентиляційні та протипожежні пристрої і споруди, контури затоплених виробок, місця обвалення гірських порід у підготовчих виробках, геологічні пору-шення, характерні місця родовища та інші об'єкти, які підлягають зображенню на кресленнях гірничої графічної документації.